# Guerra Civil Sassânida de 628–632
A Guerra Civil Sassânida de 628–632, também chamada Interregno Sassânida, foi um conflito que eclodiu após a execução do xá Cosroes II (r. 590–628) entre nobres de diferentes facções, notadamente a parta (pálave), a persa (parsigue), a ninruzi e a do general Sarbaro. A rápida troca de governantes e o aumento do poder dos proprietários de terras nas províncias debilitaram ainda mais o Estado. Durante um período de 14 anos e treze xás sucessivos, o Império Sassânida enfraqueceu consideravelmente, e o poder da autoridade central passou para as mãos de seus generais, contribuindo para sua queda.

## Contexto
Em 628, Cosroes II (r. 590–628) foi derrubado pelas famílias nobres da Pérsia, que incluíam o aspabides Farruque Hormisda dos Ispabudãs e seus filhos Rustã e Farruquezade, Sarbaro dos Mirranes, a facção armênia representada por Basterotes II Bagratúnio e, finalmente, Canara dos Canaranguiãs. Em 25 de fevereiro, o filho de xá, Seroe, junto de seu comandante Gusdanaspa, capturou Ctesifonte e aprisionou-o. Então se proclamou xá do Império Sassânida e assumiu o nome dinástico de Cavades II antes de proceder com a execução de todos os seus irmãos e meios-irmãos, incluindo o herdeiro Merdasas, que era o favorito. O assassinato de todos os seus irmãos, "todos homens bem-educados, valentes e cavalheirescos", privou a dinastia sassânida de um futuro xá competente no que foi descrito como "alvoroço louco" e "imprudente". Três dias depois, ordenou que Mir Hormisda executasse seu pai, e este, por sua vez, seria morto a seguir.
Devido às ações de Cavades, seu reinado é visto como ponto de virada na história sassânida, e alguns estudiosos argumentaram que teve papel fundamental na queda do Império sassânida. A derrubada e morte de Cosroes culminou na caótica guerra civil sassânida de 628-632, com os membros mais poderosos da nobreza ganhando total autonomia e começando a criar seu próprio governo. As hostilidades entre as famílias nobres persas (parsigues) e partas (pálaves) também foram retomadas, o que dividiu a riqueza da nação. Com consentimento da nobreza, Cavades fez as pazes com o vitorioso imperador Heráclio (r. 610–641) o que permitiu ao Império Bizantino reganhar todos os seus territórios perdidos, seus soldados capturados, uma indenização de guerra, a Vera Cruz e outras relíquias que foram perdido em Jerusalém em 614.
Cavades também confiscou todas as propriedades de Farruquezade e o prendeu em Estacar. Durante este período, Perozes Cosroes assumiu a liderança da facção persa, enquanto Farruque Hormisda assumiu a liderança da facção parta. Cavades mais tarde morreu de uma praga devastadora após apenas alguns meses de reinado em 6 de setembro de 628 e foi sucedido por seu filho de oito anos, Artaxer III (r. 628–629).

## Guerra

### Primeira fase

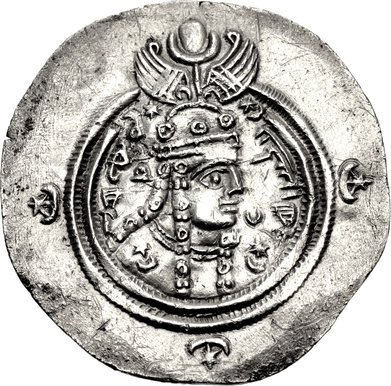
Dracma com efígie de Borana

Durante o reinado de Artaxer III, Ma-Adur Gusnaspe foi nomeado seu ministro e administrou grandemente o império. Um ano depois, com uma força de seis mil homens, Sarbaro marchou em direção a Ctesifonte e sitiou a cidade. Sarbaro, no entanto, não foi capaz de capturar a cidade e então fez aliança com Perozes Cosroes, o líder da facção parsigue, e o ministro anterior do império no reinado do pai de Artaxer. Também fez aliança com Nandar Gusnaspe, o aspabedes de Ninruz. Sarbaro, com a ajuda dessas duas figuras poderosas, capturou Ctesifonte e executou Artaxer, Adar e outros nobres sassânidas como Ardabil. Quarenta dias depois, Sarbaro foi assassinado por Farruque Hormisda, que então fez Borana, a filha de Cosroes II, subir ao trono. Ela então nomeou Farruque ministro do império. Borana foi deposto por Sapor V, filho da irmã de Cosroes II, Mirrana, e do usurpador Sarbaro. Ele foi logo depois deposto por Perozes e sua facção, que não reconheceram seu governo. Perozes coroou Azarmiducte, irmã de Borana, como monarca do Irã.

### Última fase
Azarmiducte, a conselho dos nobres, chamou de volta Farruquezade de sua prisão e o convidou para servir aos sassânidas em altos cargos mais uma vez. Farruquezade, no entanto, recusou o convite e se recusou a servir a uma mulher. Então se retirou para um templo do fogo em Estacar. Farruque Hormisda, a fim de fortalecer sua autoridade e criar um modus vivendi entre pálaves e parsigues, pediu a Azarmiducte em casamento. Azarmiducte, no entanto, declinou. Depois de ter sua proposta recusada, Farruque Hormisda "não se esquivou mais do próprio trono", declarando "Hoje eu sou o líder do povo e o pilar do país do Irã." Começou a cunhar moedas à moda dos monarcas, principalmente em Estacar em Pérsis e Niavende na Média. Para lidar com ele, Azarmiducte supostamente se aliou ao dinasta mirrânida Siauascis, que era neto de Barã Chobim, o famoso comandante militar (aspabedes) e brevemente xá do Irã. Com a ajuda de Siauascis, Azarmiducte matou Farruque Hormisda. O filho de Farruque Hormisda, Rustã Farruquezade, que na época estava estacionado no Coração, o sucedeu como líder pálave. Para vingar seu pai, partiu para Ctesifonte, "derrotando todos os exércitos de Azarmiducte que se reuniram". Então derrotou as forças de Siauascis em Ctesifonte e capturou a cidade.
Azarmiducte foi logo depois cegada e morta por Rustã, que restaurou Borana ao trono. No entanto, no ano seguinte, uma revolta eclodiu em Ctesifonte; enquanto o exército iraniano estava ocupado com outros assuntos, os parsigues, insatisfeitos com a regência de Rustã, pediram a derrubada de Borana e o retorno da figura proeminente do parsigue Bamã Judaia, que havia sido demitido por ela. Borana foi morta em breve, provavelmente por asfixia por Perozes Cosroes. As hostilidades foram assim retomadas entre as duas facções. No entanto, não muito depois de Rustã e Perozes Cosroes foram ameaçados por seus próprios homens, que ficaram alarmados com o declínio do país. Eles então concordaram em trabalhar juntos mais uma vez, instalando no trono o neto de Cosroes II, Isdigerdes III, o que pôs fim à guerra civil.

## Rescaldo e impacto

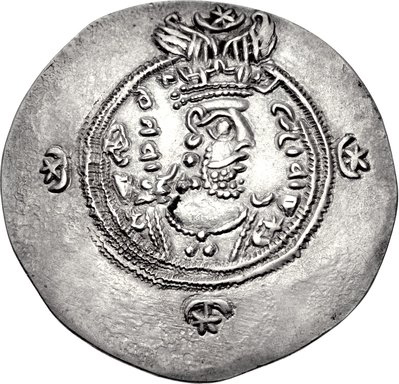
Dracma com efígie de

O Império Sassânida estava muito enfraquecido quando Isdigerdes ascendeu ao trono. O jovem rei não tinha a autoridade necessária para trazer estabilidade ao seu extenso império, que estava rapidamente se desintegrando devido aos incessantes conflitos internos entre os comandantes do exército, cortesãos e membros poderosos da aristocracia, que estavam lutando entre si e exterminando uns aos outros. Muitos dos governadores do império proclamaram independência e criaram seus próprios reinos. Os governadores das províncias de Mazum e Iêmem já haviam afirmado sua independência durante a guerra civil de 628-632, resultando na desintegração do domínio sassânida na península Arábica, que estava se unindo sob a bandeira do Islã. O império estava começando a se parecer mais com o sistema feudal parta antes da queda do Império Arsácida.
Isdigerdes, embora fosse reconhecido como o monarca legítimo pelas facções parsigue e Pálave, não parecia ter dominado todo o seu império. De fato, durante os primeiros anos de seu governo as moedas foram cunhadas apenas em Pérsis, Sacastão e Cuzistão, correspondendo aproximadamente às regiões do sudoeste (Cuaruarão) e sudeste (Ninruz), que eram base dos parsigues. Os pálaves, que estavam centrados principalmente na porção norte do império, recusaram-se a cunhar moedas dele. O império também foi invadido ao mesmo tempo em todas as frentes; pelos goturcos no leste e pelos cazares no oeste, que invadiram a Armênia e Azerbaijão. O exército sassânida foi fortemente enfraquecido devido à guerra com os bizantinos e conflitos internos. As circunstâncias eram tão caóticas, e a condição da nação tão alarmante, que "os persas falaram abertamente da queda imanente de seu império e viram seus presságios em calamidades naturais". O império encontrou seu fim contra os árabes durante a invasão árabe do Irã, com Isdigerdes sendo morto em 651, possivelmente por instigação de um de seus próprios súditos.